# Comarca de Bergantiños
A Comarca de Bergantinhos (em galego, Comarca de Bergantiños) é uma comarca galega que inclui os seguintes concelhos:  Cabana de Bergantinhos, Carvalho, Coristanco, Laracha, Laje, Malpica de Bergantinhos e Ponte-Cesso.
Seus limites são: ao norte com o Oceano Atlântico; a leste, com a Comarca de Ordes; ao sul, com a Comarca do Jalhas e a Comarca da Terra de Soneira e, a oeste, com o Oceano Atlântico.